# Haakon-VII.-See
Koordinaten: 67° 0′ S, 12° 0′ O

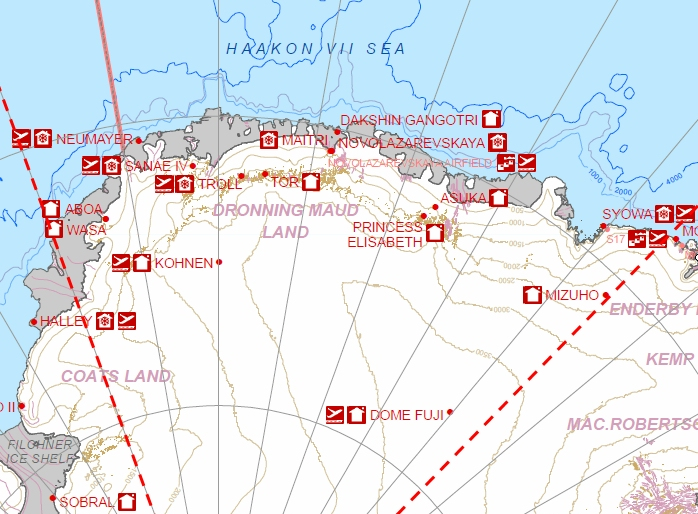
Englischsprachige Karte mit der Haakon VII Sea inklusive angrenzender Landmassen und darauf befindlichen Polarstationen

Die Haakon-VII.-See (norwegisch Kong Håkon VII Hav) ist ein Abschnitt des Südlichen Ozeans vor der Prinzessin-Martha-, Prinzessin-Astrid- und der Prinzessin-Ragnhild-Küste des ostantarktischen Königin-Maud-Lands. Das Randmeer reicht von 20° westlicher bis 45° östlicher Breite. Hierdurch überlappt es im Osten mit der Lasarew-, der Riiser-Larsen- und der Westhälfte der Kooperationssee, sowie im Westen mit dem östlichsten Teil des Weddellmeers.
Norwegische Wissenschaftler benannten dieses Randmeer nach Haakon VII. (1872–1957), dem ersten König Norwegens nach der Unabhängigkeit im Jahr 1905.

## Weblink
- Kong Håkon VII Hav im Verzeichnis des Norwegischen Polarinstituts (englisch)